# Тёплая (приток Каменки)
Тёплая — малая река в центральной части Челябинской области России. Устье реки находится в 5,5 км по правому берегу Каменки (бассейн Тобола).
Длина реки — 15 км.
Истоки реки северней посёлка Верхняя Санарка в Пластовском районе. Место впадения в реку Каменки на территории Троицкого района. Протекает по территории 2 районов области (Пластовский и Троицкий)
На реке расположен бывший посёлок Ленинский. На речке есть 3 пруда, один из них Маякский.

## Данные водного реестра
По данным государственного водного реестра России относится к Иртышскому бассейновому округу, водохозяйственный участок реки — Тобол от истока до впадения реки Уй, без реки Увелька, речной подбассейн реки — Тобол. Речной бассейн реки — Иртыш.
Код объекта в государственном водном реестре — 14010500212111200000928.